# 신의군
신의군(神義軍)은 고려 후기 무신정권의 집권자였던 최우(崔瑀)에 의해 만들어진 사병(私兵) 집단으로 삼별초 부대의 하나이며, 대부분이 몽골에 포로로 끌려갔다가 탈주한 고려인 포로들로 구성되어 있었다. 《상서도관첩》에서는 신의군별초(神義軍別抄)라고 기재되어 있다.

## 개요
《고려사》에 따르면 처음 최우가 도적을 막기 위하여 설치했던 이름을 야별초(夜別抄)가 이후 그 규모가 늘어나면서 좌우로 나누었고, 고려인으로써 몽골에서 도망쳐 온 사람들을 하나의 부대로 조직하여 신의군이라는 이름을 붙이고 이들을 아울러 삼별초(三別抄)라 부르게 되었다고 설명하고 있다. 신의군의 창설에 대해서는 《고려사절요》 고종 44년(1257년) 최항이 사망하고 최의가 권력을 계승하던 당시의 기록에서 처음 신의군의 이름이 등장하며, 대략 최항 집권기에 신의군이 만들어졌음을 알 수 있다.
신의군은 최씨 무신정권의 타도는 물론 무신정권 자체의 타도에도 가담하였다. 그 뒤 무신들의 호위군대로 급 성장하였고, 높은 직위로 승진했으나 배중손의 이탈 행위로 결국 대몽항쟁을 일으키면서 삼별초로 합병됐다.

## 같이 보기
- 송송례
- 박희실
- 이연소